# Forza Horizon
Forza Horizon es un videojuego de carreras de mundo abierto para los dispositivos Xbox 360. Desarrollado principalmente por el desarrollador de juegos británico Playground Games en asociación con Turn 10 Studios, el juego es parte de la franquicia de Forza Motorsport, pero se considera más un spin-off en lugar del siguiente juego de la serie.
Teniendo lugar durante el ficticio Festival Horizon, un evento de carreras callejeras ambientado en el estado de Colorado, el objetivo es progresar ganando carreras, al mismo tiempo que aumenta el nivel de popularidad realizando acrobacias. Los jugadores pueden conducir fuera de la carretera en áreas seleccionadas, mientras que otras están limitadas por barandas u otros medios.
El juego fue lanzado el 23 de octubre de 2012 y un demo fue lanzada el 9 de octubre de 2012. Unas cuatro secuelas fueron lanzadas tras haber generado su propia serie hasta la fecha: Forza Horizon 2 (2014), Forza Horizon 3 (2016), Forza Horizon 4 (2018) y Forza Horizon 5 (2021).

## Gameplay
Forza Horizon es un juego de mundo abierto en torno a un festival ficticio llamado Horizon Festival, en Colorado, Estados Unidos. El juego incorpora muchos aspectos de juego diferente de los anteriores títulos de Forza Motorsport, como la gran variedad de coches, física realista y los gráficos de alta definición. El objetivo es avanzar a través del juego mediante la obtención de "Pulseras" por conducción rápida, destruir propiedad, ganando carreras y otras habilidades de conducción. Horizon se establece en función de la física de Forza Motorsport 4, que han sido optimizados para trabajar en las 65 variantes del terreno. Los jugadores serán capaces de conducir a cualquier lugar que pueden llegar con sus coches, tales como campos y llanuras.

## DLC
Los DLC lanzados para Horizon, empezando por el Car Pack de octubre, que fue lanzado el 23 de octubre de 2012 y consistió en vehículos como el Lamborghini Aventador J, Gumpert Apollo Enraged, y el Alfa Romeo 8C Spider. Otros DLC fueron liberados hasta al menos marzo o abril de 2013, cuando el DLC pase de temporada terminó, los cuales fueron:
- VIP/Launch Day Car Pack (Pack otorgado con la compra de la membresía Vip)
- October/Month One Car Pack
- November Bondurant Car Pack
- December IGN Car Pack
- Rally Car Pack
- January Recaro Car Pack
- Honda Challenge Car Pack (DLC Gratuito)
- February Jalopnik Car Pack
- March Meguiar's Car Pack
- Pre-Order Car Pack (Disponible originalmente para quienes habían hecho la reserva, el 11 de marzo salió a libre venta)
- April TopGear Car Pack
- 1000 Club Car Pack (DLC Gratuito)

En abril de 2013 salió un DLC que se llamó "1000 club", en el cual se hacen misiones con cada uno de los coches del juego. No hubo ningún DLC más hasta la salida de Forza Motorsport 5.

## Automóviles
- Abarth 500 esseesse (2010)
- Abarth 595 esseesse (1968)
- Alfa Romeo 8C Competizione (2007)
- Ascari KZ1R (2012)
- Aston Martin V12 Vantage (2011)
- Aston Martin One-77 (2010)
- Aston Martín DB5 Vantage (1964) (Coche Abandonado)
- Aston Martin DBR1 (1959) (Coche Abandonado)
- Audi RS 4 (2006)
- Audi TT RS Coupé (2010)
- Audi Quattro Sport (1983)
- Audi R8 GT Spyder (Edición Coleccionista) (2012)
- Audi R8 GT (2011)
- BMW M6 Coupe (2013)
- BMW 2002 Turbo (1973)
- BMW M5 (2012)
- BMW Z4 sDrive28i (2012)
- BMW Serie 1 M Coupé (2011)
- BMW M3 (2008)
- BMW M3 (1991)
- BMW M1 (1981) (Coche Abandonado)
- Bentley Continental GT (2012)
- Bugatti Veyron Super Sport (2011)
- Bugatti EB110 SS (1992) (Coche Abandonado)
- Cadillac CTS-V Coupe (2011)
- Chevrolet Corvette Stingray (1967)
- Chevrolet Camaro ZL1 (2012)
- Chevrolet Impala SS 409 (1964)
- Chevrolet Corvette ZR1 (2009)
- Chevrolet Camaro SS Coupe (1969)
- Chevrolet Corvette Grand Sport (2010)
- Citroën DS3 Racing (2011)
- Dodge Challenger SRT8 392 Edition (2012)
- Dodge Charger SRT-8 (2012)
- Dodge Charger R/T (1969)
- Eagle Speedster (2012)
- Ferrari Enzo (2002)
- Ferrari F40 (1987)
- Ferrari F40 Competizione (1989)
- Ferrari 458 Spider (2011)
- Ferrari FXX (2005)
- Ferrari California (2009)
- Ferrari F50 (1995)
- Ferrari 250 GTO (1962)
- Ferrari 599XX (2010)
- Ferrari FF (2011)
- Ferrari 458 Italia (Reservar Bonus) (2010)
- Ferrari 250 California (1957)
- Ferrari 430 Scuderia (2007)
- Ferrari F355 Challenge (1995)
- Ferrari F50 GT (1996)
- Ferrari 288 GTO (1984)
- Ferrari 250 Testa Rossa (1957) (Coche Abandonado)
- Ford Sierra RS500 Cosworth (1987)
- Ford GT (2005)
- Ford Focus ST (2013)
- Ford F-150 SVT Raptor (2011)
- Ford Mustang Boss 429 (1970)
- Ford GT40 MK II (1966)
- Ford Shelby GT500 (2013)
- Ford RS200 Evolution (1985)
- Ford Focus RS500 (2010)
- Gumpert Apollo S (2009)
- Hennessey Venom GT (2012)
- Mercedes-Benz 300 SL Gullwing Coupe (1954) (Coche Abandonado)
- Honda Integra Type-R (2002)
- Honda NSX-R (2005)
- Honda S2000 (2003)
- Honda Civic Type-R (2004)
- Hyundai Genesis Coupe (2013)
- Infiniti IPL G Coupé (2013)
- Jaguar XKR-S (2012)
- Jaguar E-Tipo S1 (1961)
- Jaguar D-Type (1956) (Coche Abandonado)
- Jeep Grand Cherokee SRT8 (2012)
- Koenigsegg CCX-R Edition (2009)
- Koenigsegg Agera (Edición Coleccionista) (2011)
- Lamborghini Sesto Elemento (Edición Coleccionista) (2011)
- Lamborghini Diablo SV (1997)
- Lamborghini Countach LP5000 QV (1988)
- Lamborghini Reventón Roadster (2009)
- Lamborghini Gallardo LP570-4 Superleggera (2011)
- Lamborghini Aventador LP700-4 (2012)
- Lamborghini Murciélago LP670-4 SV (2010)
- Lamborghini Miura P400 (1967)
- Lancia Stratos HF Stradale (1974)
- Lancia Delta Integrale EVO (1992)
- Lancia Delta S4 (1986)
- Land Rover Range Rover Superchargerd (2012)
- Lexus LFA (2010)
- Lexus IS-F (2009)
- Lotus 2-Eleven (2009)
- Lotus Exige Cup (2006)
- Lotus Evora S (2011)
- MINI Cooper S (2011)
- MINI Cooper S (1965)
- Maserati MC12 Versione Corse (2008)
- Maserati Gran Turismo S (2010)
- Mazda RX-7 (1997)
- Mazda RX-8 Mazdaspeed (2004)
- Mazda MX-5 Miata (1994)
- McLaren MP4-12C (2011)
- McLaren F1 GT (1997)
- Merecedes-Benz C63 AMG Black Series (2012)
- Mercedes-Benz S65 AMG (2012)
- Mercedes-Benz SL65 AMG Black Series (2009)
- Mercedes-Benz SLS AMG (Reservar Bonus) (2011)
- Mercedes-Benz ML63 AMG (2009)
- Mitsubishi Lancer Evolution VI GSR (1999)
- Mitsubishi Lacer Evolution X GSR (2008)
- Nissan 370Z (Reservar Bonus) (2010)
- Nissan Skyline GT-R V-Spec II (2002)
- Nissan Silvia Spec-R (2000)
- Nissan GT-R (Black Edition) (2012)
- Nissan Skyline 2000 GT-R (1971)
- Nissan Fairlady Z (1969)
- Noble M600 (2010)
- Pagani Huayra (Edición Coleccionista) (2012)
- Pagani Zonda R (2010)
- Peugeot 205 T16 (1984)
- Pontiac GTO Judge (1969)
- Pontiac Firebird Trans Am (1977)
- Plymouth HEMI 'Cuda 426 (1971) (Coche Abandonado)
- RUF Rt 12 R (Edición Coleccionista) (2011)
- RUF RGT-8 (2011)
- RUF CTR Yellowbird (1987)
- Radical SR8 RX (2011)
- SSC Ultimate Aero (2010)
- Saleen S7 (2004)
- Scion FR-S (2013)
- Subaru Impreza WRX STI (2011)
- Subaru Impreza STI 22B (1998)
- Shelby Cobra Daytona Coupé (1965) (Coche Abandonado)
- TVR Sagaris (2005)
- Toyota Supra RZ (1998)
- Toyota Sprinter Trueno GT Apex (1985)
- Ultima GTR (2012)
- Viper GTS (2013)
- Viper SRT10 ACR-X (2010)
- Volkswagen Tipo 1 (1967)
- Volkswagen Scirocco R (2011)
- Volkswagen Golf GTI 16v MK2 (1992)
- Volkswagen Rabbit GTI (1984)
- Volkswagen Corrado VR6 (1995)
- Volkswagen Golf R (Reservar Bonus) (2010)